# 6-Stunden-Rennen von Watkins Glen 2025

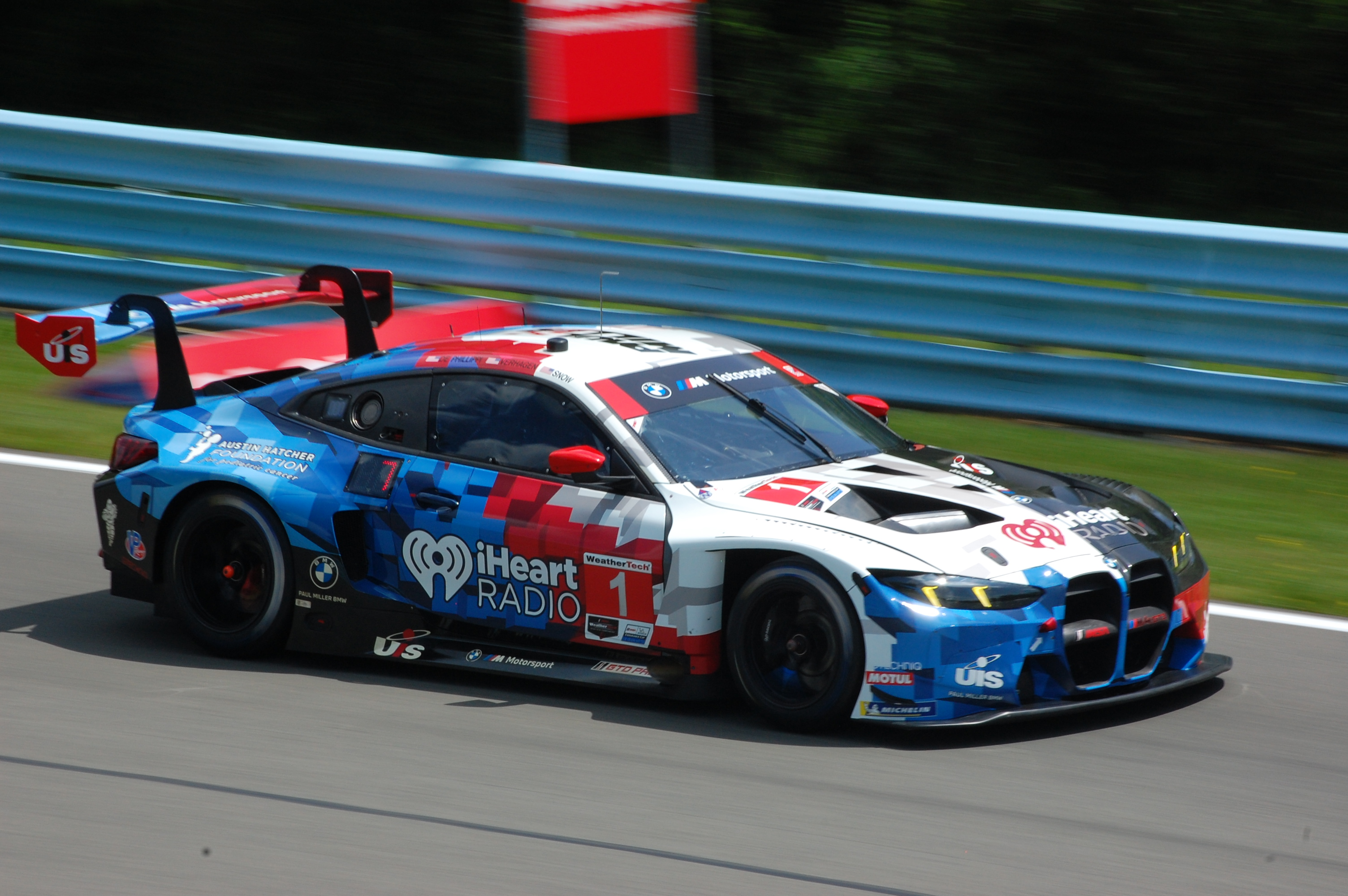
Erfolg in der GTD-Pro-Klasse; der BMW M4 GT3 Evo von Dan Harper und Max Hesse

Das 6-Stunden-Rennen von Watkins Glen 2025, auch 2025 Sahlen's Six Hours of The Glen, fand am 28. Juni auf der Rennstrecke Watkins Glen International statt und war der sechste Wertungslauf der IMSA WeatherTech SportsCar Championship dieses Jahres.

## Das Rennen
Regen und eine daraus resultierende nasse Fahrbahn beeinflussten das Rennen nachhaltig. Eine große Anzahl an Safety-Car-Phasen, die nach Kollisionen und Unfällen von der Rennleitung angeordnet wurden, führten das Fahrzeugfeld immer wieder zusammen. Prominentestes Unfallopfer war der dreifache Saisonsieger Nick Tandy, der in der 126. Rennrunde die Herrschaft über den Porsche 963 verlor und beim Aufprall in einer Barriere den Wagen erheblich beschädigte. Tandy blieb beim Unfall unverletzt.
Das Rennen gewannen Tom Blomqvist und Colin Braun im Acura ARX-06 und erzielten damit den zweiten Acura-Erfolg in Folge. Der Vorsprung auf die Zweitplatzierten Louis Delétraz und Jordan Taylor im Cadillac V-Series.R betrug nur 1,8 Sekunden, ein knapper Abstand für ein 6-Stunden-Rennen. Überraschend konkurrenzfähig war der selten eingesetzte Lamborghini SC63, den Romain Grosjean und Daniil Kvyat an die siebte Stelle der Gesamtwertung fuhren.

## Ergebnisse

### Schlussklassement
| 1           | GTP     | 60  | Acura Meyer Shank Racing with Curb-Agajanian | Tom Blomqvist Colin Braun                                   | Acura ARX-06                     | 169 |
| 2           | GTP     | 40  | Cadillac Wayne Taylor Racing                 | Louis Delétraz Jordan Taylor                                | Cadillac V-Series.R              | 169 |
| 3           | GTP     | 10  | Cadillac Wayne Taylor Racing                 | Filipe Albuquerque Ricky Taylor                             | Cadillac V-Series.R              | 169 |
| 4           | GTP     | 6   | Porsche Penske Motorsport                    | Matt Campbell Mathieu Jaminet                               | Porsche 963                      | 169 |
| 5           | GTP     | 31  | Cadillac Whelen                              | Jack Aitken Frederik Vesti Earl Bamber                      | Cadillac V-Series.R              | 169 |
| 6           | GTP     | 93  | Acura Meyer Shank Racing with Curb-Agajanian | Renger van der Zande Nick Yelloly Kakunoshin Ohta           | Acura ARX-06                     | 169 |
| 7           | GTP     | 63  | Automobili Lamborghini Squadra Corse         | Romain Grosjean ---- Daniil Kvyat                           | Lamborghini SC63                 | 169 |
| 8           | GTP     | 24  | BMW M Team RLL                               | Philipp Eng Dries Vanthoor                                  | BMW M Hybrid V8                  | 169 |
| 9           | GTP     | 23  | Aston Martin THOR Team                       | Roman De Angelis Ross Gunn                                  | Aston Martin Valkyrie AMR-LMH    | 168 |
| 10          | LMP2    | 22  | United Autosports USA                        | Dan Goldburg Paul di Resta Rasmus Lindh                     | Oreca 07                         | 167 |
| 11          | LMP2    | 99  | AO Racing                                    | Dane Cameron Jonny Edgar P. J. Hyett                        | Oreca 07                         | 167 |
| 12          | LMP2    | 04  | CrowdStrike Racing by APR                    | Malthe Jakobsen George Kurtz Toby Sowery                    | Oreca 07                         | 167 |
| 13          | LMP2    | 18  | Era Motorsport                               | David Heinemeier Hansson Tobias Lütke Paul-Loup Chatin      | Oreca 07                         | 167 |
| 14          | LMP2    | 74  | Riley Technologies                           | Josh Burdon Felipe Fraga Gar Robinson                       | Oreca 07                         | 167 |
| 15          | LMP2    | 88  | AF Corse                                     | Matthieu Vaxivière Luís Pérez Companc Matías Pérez Companc  | Oreca 07                         | 167 |
| 16          | LMP2    | 73  | Pratt Miller Motorsports                     | Christopher Cumming Pietro Fittipaldi Manuel Espírito Santo | Oreca 07                         | 167 |
| 17          | LMP2    | 43  | Inter Europol Competition                    | Tom Dillmann Bijoy Garg Jeremy Clarke                       | Oreca 07                         | 167 |
| 18          | LMP2    | 8   | Tower Motorsports                            | Sebastián Álvarez Sébastien Bourdais John Farano            | Oreca 07                         | 167 |
| 19          | GTD-Pro | 48  | Paul Miller Racing                           | Dan Harper Max Hesse                                        | BMW M4 GT3 Evo                   | 160 |
| 20          | GTD-Pro | 3   | Corvette Racing by Pratt Miller Motorsports  | Antonio García Alexander Sims                               | Chevrolet Corvette Z06 GT3.R     | 160 |
| 21          | GTD-Pro | 81  | DragonSpeed                                  | Albert Costa Davide Rigon                                   | Ferrari 296 GT3                  | 160 |
| 22          | GTD-Pro | 4   | Corvette Racing by Pratt Miller Motorsports  | Nicky Catsburg Tommy Milner                                 | Chevrolet Corvette Z06 GT3.R     | 160 |
| 23          | GTD     | 77  | AO Racing                                    | Klaus Bachler Laurin Heinrich                               | Porsche 911 GT3 R (992)          | 160 |
| 24          | GTD     | 27  | Heart of Racing Team                         | Tom Gamble Casper Stevenson Zacharie Robichon               | Aston Martin Vantage AMR GT3 Evo | 160 |
| 25          | GTD-Pro | 64  | Ford Multimatic Motorsports                  | Sebastian Priaulx Mike Rockenfeller                         | Ford Mustang GT3                 | 160 |
| 26          | GTD     | 70  | Inception Racing                             | Brendan Iribe Frederik Schandorff Ollie Millroy             | Ferrari 296 GT3                  | 160 |
| 27          | GTD     | 32  | Korthoff Competition Motors                  | Kenton Koch Daniel Morad Mikey Taylor                       | Mercedes-AMG GT3 Evo             | 160 |
| 28          | GTD     | 023 | Triarsi Competizione                         | James Calado Onofrio Triarsi Andrew Waite                   | Ferrari 296 GT3                  | 160 |
| 29          | GTD     | 21  | AF Corse                                     | Simon Mann Alessandro Pier Guidi Lilou Wadoux               | Ferrari 296 GT3                  | 160 |
| 30          | GTD     | 66  | Gradient Racing                              | Till Bechtolsheimer Tatiana Calderón Joey Hand              | Ford Mustang GT3                 | 160 |
| 31          | GTD     | 47  | Cetilar Racing                               | Antonio Fuoco Lorenzo Patrese Giorgio Sernagiotto           | Ferrari 296 GT3                  | 160 |
| 32          | GTD-Pro | 1   | Paul Miller Racing                           | Madison Snow Neil Verhagen Connor De Phillippi              | BMW M4 GT3 Evo                   | 160 |
| 33          | GTD     | 96  | Turner Motorsport                            | Robby Foley Patrick Gallagher Jake Walker                   | BMW M4 GT3 Evo                   | 160 |
| 34          | GTD     | 13  | AWA                                          | Matthew Bell Orey Fidani Lars Kern                          | Chevrolet Corvette Z06 GT3.R     | 160 |
| 35          | GTD     | 34  | Conquest Racing                              | Manny Franco Daniel Serra Ben Tuck                          | Ferrari 296 GT3                  | 160 |
| 36          | GTD     | 120 | Wright Motorsports                           | Adam Adelson Elliott Skeer Tom Sargent                      | Porsche 911 GT3 R (992)          | 159 |
| 37          | GTD     | 78  | Forte Racing                                 | Mario Farnbacher Misha Goikhberg Scott Hargrove             | Lamborghini Huracán GT3 Evo 2    | 158 |
| 38          | LMP2    | 2   | United Autosports USA                        | Nicholas Boulle Ben Hanley Juan Manuel Correa               | Oreca 07                         | 149 |
| 39          | GTD     | 57  | Winward Racing                               | Philip Ellis Russell Ward Indy Dontje                       | Mercedes-AMG GT3 Evo             | 149 |
| 40          | GTD-Pro | 65  | Ford Multimatic Motorsports                  | Christopher Mies Frédéric Vervisch                          | Ford Mustang GT3                 | 160 |
| Ausgefallen |         |     |                                              |                                                             |                                  |     |
| 41          | GTP     | 85  | JDC–Miller MotorSports                       | Gianmaria Bruni Tijmen van der Helm                         | Porsche 963                      | 168 |
| 42          | GTD     | 12  | Vasser Sullivan Racing                       | Jack Hawksworth Parker Thompson Frankie Montecalvo          | Lexus RC F GT3                   | 159 |
| 43          | GTD     | 021 | Triarsi Competizione                         | Alessandro Balzan Jason Hart Aaron Muss                     | Ferrari 296 GT3                  | 159 |
| 44          | GTD     | 36  | DXDT Racing                                  | Alec Udell Charlie Eastwood Salih Yoluç                     | Chevrolet Corvette Z06 GT3.R     | 154 |
| 45          | GTD-Pro | 14  | Vasser Sullivan Racing                       | Ben Barnicoat Aaron Telitz                                  | Lexus RC F GT3                   | 149 |
| 46          | GTD-Pro | 44  | Magnus Racing                                | John Potter Spencer Pumpelly Marco Sørensen                 | Aston Martin Vantage AMR GT3 Evo | 141 |
| 47          | GTP     | 7   | Porsche Penske Motorsport                    | Felipe Nasr Nick Tandy                                      | Porsche 963                      | 126 |
| 48          | GTD     | 19  | Van der Steur Racing                         | Valentin Hasse-Clot Anthony McIntosh Rory van der Steur     | Aston Martin Vantage AMR GT3 Evo | 104 |
| 49          | GTP     | 25  | BMW M Team RLL                               | Sheldon van der Linde Marco Wittmann                        | BMW M Hybrid V8                  | 103 |
| 50          | GTP     | 5   | Proton Competition                           | Neel Jani Nico Pino Nicolás Varrone                         | Porsche 963                      | 67  |
| 51          | GTD-Pro | 9   | Pfaff Motorsports                            | Andrea Caldarelli Sandy Mitchell                            | Lamborghini Huracán GT3 Evo 2    | 67  |
| 52          | GTD     | 80  | Lone Star Racing                             | Scott Andrews Wyatt Brichacek Dan Knox                      | Mercedes-AMG GT3 Evo             | 64  |
| 53          | LMP2    | 11  | TDS Racing                                   | Mikkel Jensen Hunter McElrea Steven Thomas                  | Oreca 07                         | 29  |
| 54          | LMP2    | 52  | PR1/Mathiasen Motorsports                    | Mathias Beche Benjamin Pedersen Rodrigo Sales               | Oreca 07                         | 25  |
| 55          | GTD     | 45  | Wayne Taylor Racing                          | Danny Formal Trent Hindman Graham Doyle                     | Lamborghini Huracán GT3 Evo 2    | 16  |

### Nur in der Meldeliste
Zu diesem Rennen sind keine weiteren Meldungen bekannt.

### Klassensieger
| Klasse  | Fahrer        | Fahrer           | Fahrer            | Fahrzeug                         | Platzierung im Gesamtklassement |
| ------- | ------------- | ---------------- | ----------------- | -------------------------------- | ------------------------------- |
| GTP     | Tom Blomqvist | Colin Braun      |                   | Acura ARX-06                     | Gesamtsieg                      |
| LMP2    | Dan Goldburg  | Paul di Resta    | Rasmus Lindh      | Oreca 07                         | Rang 10                         |
| GTD-Pro | Dan Harper    | Max Hesse        |                   | BMW M4 GT3 Evo                   | Rang 19                         |
| GTD     | Tom Gamble    | Casper Stevenson | Zacharie Robichon | Aston Martin Vantage AMR GT3 Evo | Rang 24                         |

### Renndaten
- Gemeldet: 55
- Gestartet: 55
- Gewertet: 40
- Rennklassen: 4
- Zuschauer: unbekannt
- Wetter am Renntag: Regen
- Streckenlänge: 5,435 km
- Fahrzeit des Siegerteams: 6:00:08,598 Stunden
- Gesamtrunden des Siegerteams: 169
- Gesamtdistanz des Siegerteams: 918,515 km
- Siegerschnitt: unbekannt
- Pole Position: Renger van der Zande – Acura ARX-06 (#93) – 1:31,558 = 215,145 km/h
- Schnellste Rennrunde: Earl Bamber – Cadillac V-Series.R (#31) – 1:34,608 = 208,208 km/h
- Rennserie: 6. Lauf zur IMSA WeatherTech SportsCar Championship 2025